# دراگون کوئست ۴
دراگون کوئست ۴: بخش‌های برگزیده (انگلیسی: Dragon Quest IV: Chapters of the Chosen) یک بازی ویدئویی نقش‌آفرینی تک‌نفره برای سکوهای سیستم سرگرمی نینتندو، پلی‌استیشن، نینتندو دی‌اس، اندروید، آی‌اواس می‌باشد که توسط چان سافت، هارت بیت، آرته‌پیازا، کسل کال توسعه و انیکس، اسکوئر انیکس نشر پیدا کرده است.
آلبوم موسیقی این بازی نیز بسیار معروف است .